# Hara (Tunis)
Pour les articles homonymes, voir Hara.

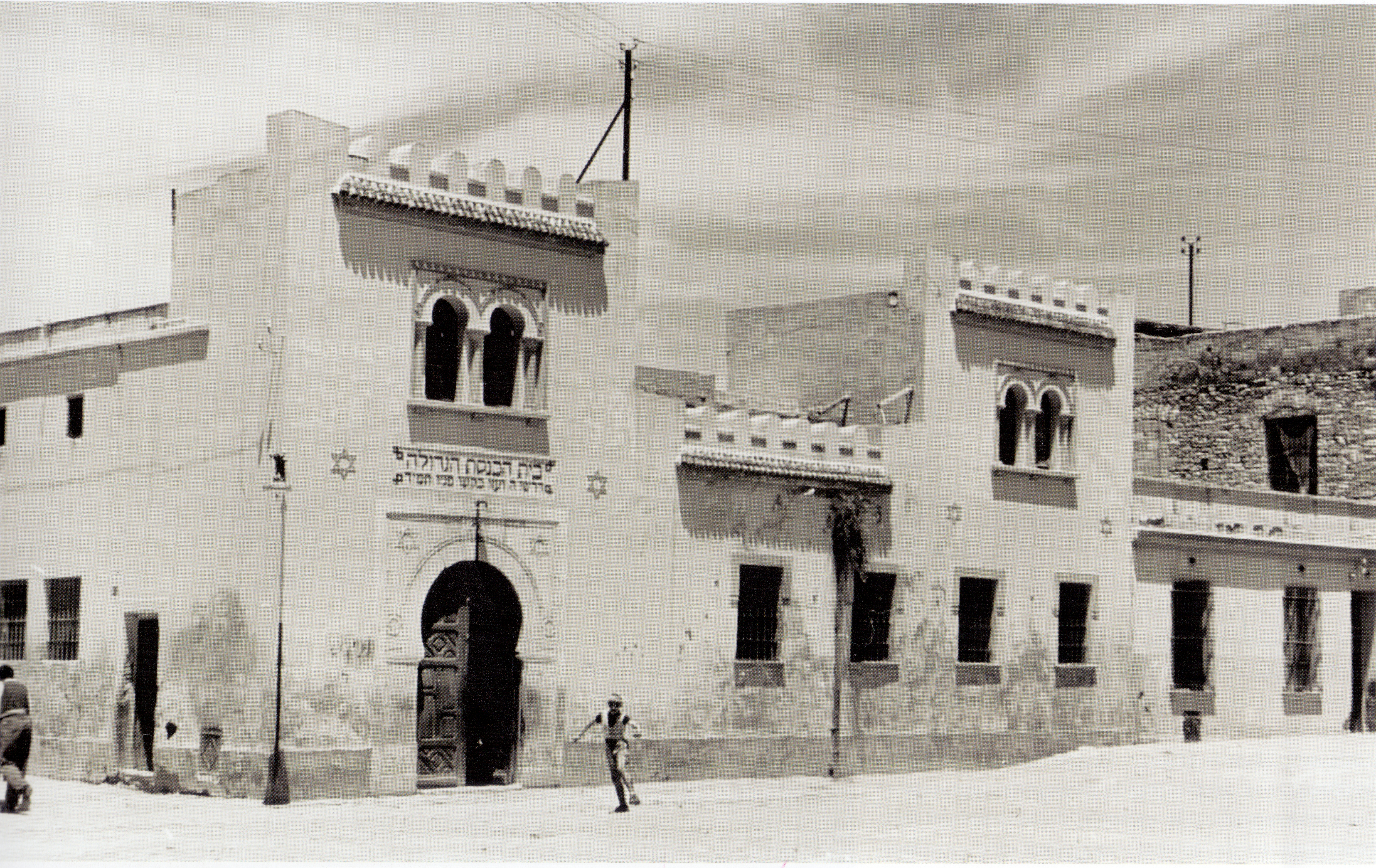
Photo de la synagogue de la Hara avant sa destruction.

La Hara (arabe : الحارة), actuellement appelée Hafsia, a été le quartier juif de la médina de Tunis.

## Étymologie
Hara, un mot du dialecte arabe tunisien signifiant « quatre », est en rapport avec le nombre de familles juives qui ont fondé le quartier, et qui était quatre selon les histoires populaires.

## Histoire

### Origine
Les origines de la Hara ne sont pas très bien définies. Selon R. Bonquero de Voligny, et jusqu'au XIIe siècle, les Juifs n'avaient pas le droit à passer la nuit dans la médina de Tunis. Ils devaient sortir chaque jour avant la fermeture des portes, et donc s'abriter dans les alentours de la ville, surtout dans le village de Mellassine. Ceci les expose à des braquages par les pillards du quartier.

### Légende de Sidi Mehrez
Selon la légende, les Juifs ont demandé l'intervention de Sidi Mahrez afin de convaincre le sultan de leur permettre de s'installer à l'intérieur de la médina et se protéger. Pour cela, ils fabriquent deux poignards damasquinés en or et offrent l'un d'eux au sultan comme signe de respect et d'admiration,. Ensuite, le rabbin, chef de la délégation qui s'est présentée au sultan, lui dit qu'il existe un deuxième exemplaire qui se trouve à Constantinople, mais que Sidi Mahrez, un serviteur fidèle du sultan, peut le ramener grâce à ses pouvoirs magiques. Entre-temps, les Juifs implorent Sidi Mahrez de jouer le rôle et ramener le poignard au sultan pour demander, comme récompense, l'admission de quatre familles juives à l'intérieur de la médina. Le saint accepte et arrive à convaincre le sultan d'introduire une hara de famille juives (quatre). Mais vu que les familles juives étaient très nombreuses et étendues, toutes les personnes qui vivaient à Mellassine ont pu y entrer.
Pour le choix de l'emplacement du nouveau quartier, le sultan demande à Sidi Mahrez de lancer son bâton à partir du sommet du minaret de sa moquée dans le faubourg de Bab Souika. Là où tombe le bâton, les Juifs ont construit leurs premières demeures intra-murales de l'histoire de Tunis.

### Démolition

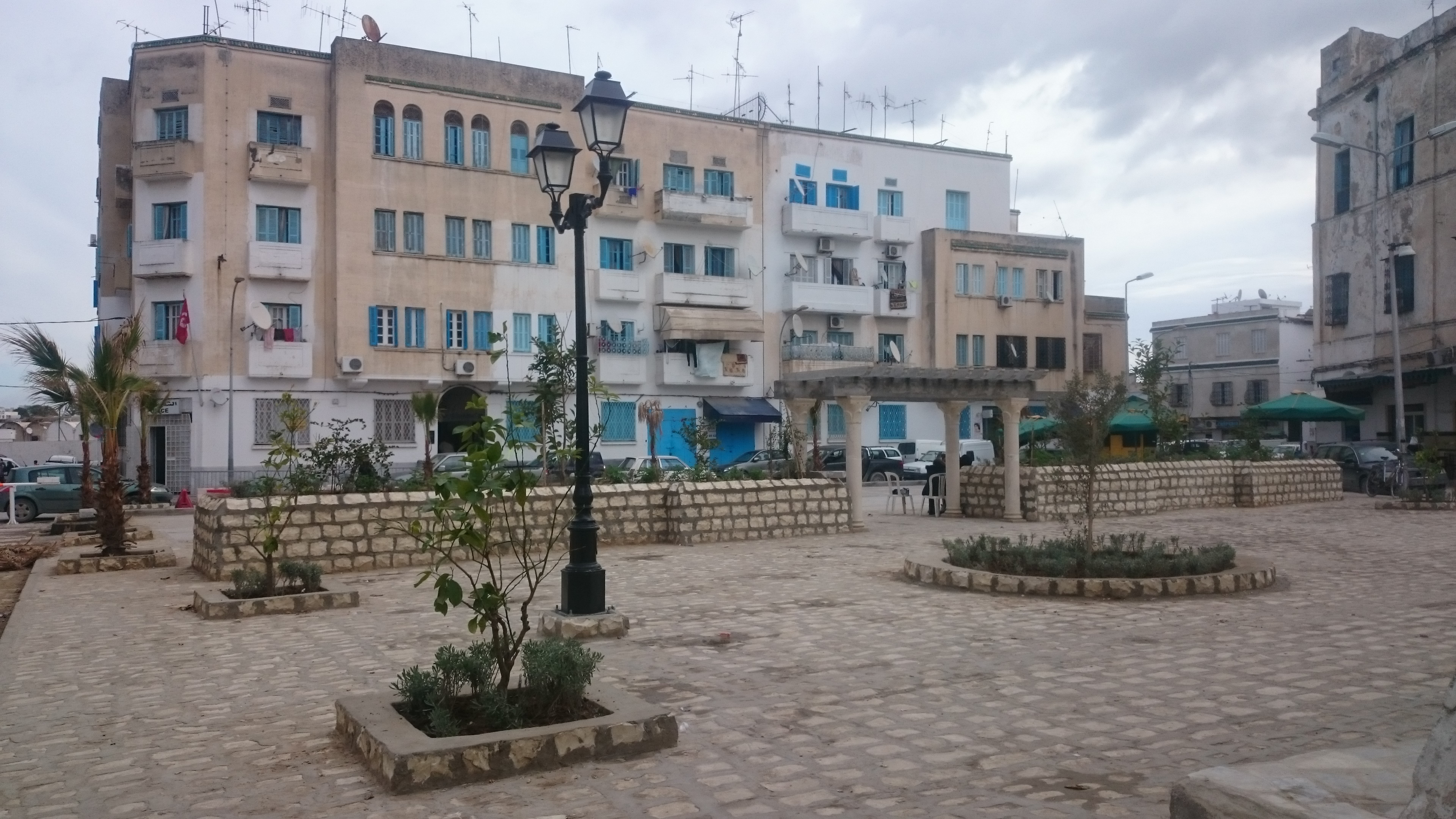
État actuel de la Hara devenue la Hafsia.

La Hara a subi deux phases de démolition successives : la première entre 1936 et 1938 puis la seconde dans les années 1960.

## Culture populaire
La hara est décrite dans les deux premières parties du roman Les Belles de Tunis de Nine Moati, à travers les aventures de Myriam, l'une des trois héroïnes du conte. 